# Laophonte mississippiensis
Laophonte mississippiensis är en kräftdjursart som beskrevs av Herrick 1887. Laophonte mississippiensis ingår i släktet Laophonte och familjen Laophontidae. Inga underarter finns listade i Catalogue of Life.